# Эрню, Шарль
Шарль Эрню (фр. Charles Hernu; 3 июля 1923, Кемпер, Франция — 11 января 1990, Вийёрбан, Франция) — французский государственный деятель, министр обороны Франции (1981—1985).

## Биография
Начал свою карьеру в национальной внешнеторговой палате. Позже стал журналистом.
В 1953 году он основал якобинский клуб, близкий по взглядам Радикально-социалистической партии. В 1956 году был избран в Национальное собрание от Республиканского фронта, однако после возвращения Шарля де Голля к власти лишился депутатского мандата.
В 1962 году участвовал в создании Объединённой социалистической партии, в 1971 году вступил в Социалистическую партию, был её экспертом по вопросам оборонной политики. Он являлся убежденным сторонником развития ядерной программы Франции и выступал против включения ядерных сил страны в рамки переговоров по СНВ-I. При этом был противником американской СОИ.
- В 1977—1990 годах — мэр Вийёрбана;
- С 1978 года — депутат Национального собрания;
- В 1981—1985 годах — министр обороны Франции. Ушёл в отставку из-за скандала, вызванного подрывом французскими агентами судна «Rainbow Warrior» международной организации «Гринпис»[4].

К. К. Мельник, координатор французских спецслужб при премьер-министре Дебре, рассказывал: «Когда я был в Москве, то поинтересовался Шарлем Эрню, и мои знакомые из СВР позвонили Крючкову. Тот заявил, что ничего о нем не слышал. Возможно, он не был завербован, но ваша резидентура имела во Франции разветвленные связи с политическими деятелями, министрами, журналистами, которых она успешно использовала как агентов влияния».

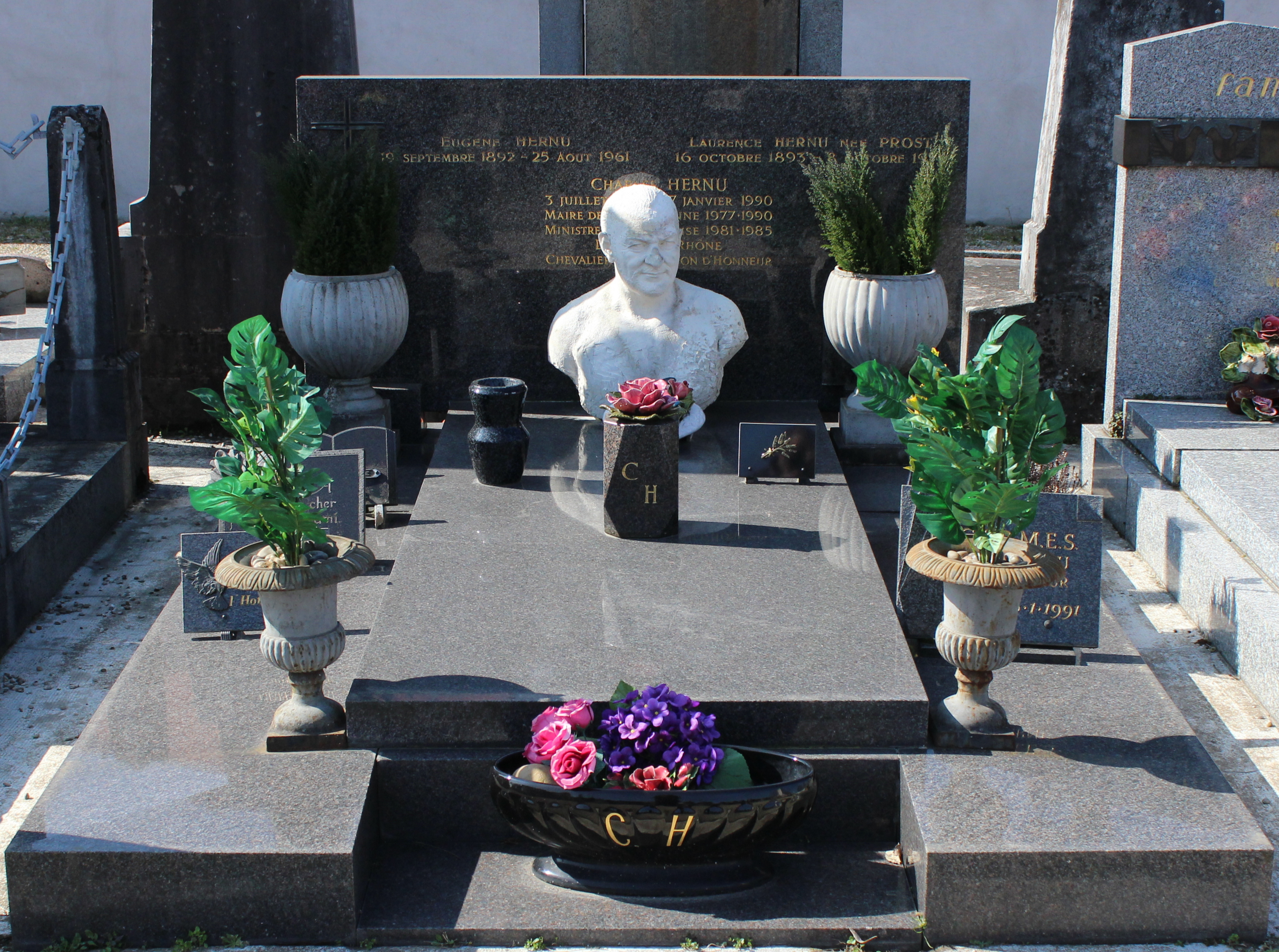
Надгробие Шарля Эрню. 2015 год.

Скончался в Вийёрбане в возрасте 66 лет. Был похоронен на Старом городском кладбище. После его смерти появилось много сообщений о его политической деятельности. В 1996 году журнал L'Express опубликовал статьи, в которых утверждалось, что под кодовыми именами «Андре» и «Дину» он был агентом КГБ.

### Шарль Энрю во французском масонстве
Шарль Энрю был посвящён в 1947 году в ложе «Якобинские традиции» Великой ложи Франции в Сен-Жермен-ан-Ле. С 1950 года он был аффилирован в Великий восток Франции в Париже. С 1953 года стал членом ложи «Хеопс» № 556 Великой ложи Франции, а затем в 1955 году присоединился к ложе «Локарно» Великого востока Франции. С 1959 года он был членом ложи «Локарно» Великого востока Франции, известной в 1972 году как «Локарно 28».
Он действительно покинул Великую ложу Франции после клеветнической кампании, которой он подвергся в СМИ. В июле 1956 года Шарль Энрю был вызван в масонский суд, где был вынужден ответить на ряд обвинений. С 1960 года в ложе „Локарно“ он стал почётным членом и пребывал в ней до 1979 года. После избрания его мэром Вийёрбана в 1977 году, Шарль Энрю вернулся в Великую ложу Франции и в 1978 году стал членом ложи „Терпимость и дружелюбие“ № 155 в Лионе.

## Публикации
- La Colère usurpée, Éditions CH, 1959 ;
- Priorité à gauche, Denoël, 1969 ;
- Soldat-citoyen. Essai sur la défense et la sécurité de la France, Flammarion, 1975 ;
- Chroniques d’attente. Réflexions pour gouverner demain, Téma-éditions, 1977 ;
- Villeurbanne, cité bimillénaire. 50 ans avant JC-1945, GAEV, 1977 ;
- Nous… Les Grands, Press-Fernand Galula, 1980
- Le Socialisme municipal (Bernard Meuret), Presses universitaires de Lyon, 1982 ;
- Défendre la paix, JC Lattès, 1985 ;
- Lettre ouverte à ceux qui ne veulent pas savoir, Albin Michel, 1987.